# 乔什·邓
约书亚·威廉·邓（英語：Joshua William Dun，1988年6月18日—），人称乔什·邓（Josh Dun），是一位美国音乐家。他曾在美国另类摇滚乐队英雄之屋中短暂担任鼓手，2011年起加入泰勒·约瑟夫组建的乐队二十一名飞行员，成为其鼓手。

## 早年生活
乔什·邓于1988年出生在美国俄亥俄州哥伦布。他有两个姐妹阿什莉（Ashley）和阿比盖尔（Abigail），以及一个弟弟乔丹（Jordan）。他的父亲比尔·邓（Bill Dun）是理疗师助理，母亲劳拉（Laura）是临终关怀院的社工，两人都笃信基督教，对儿女管教甚严。他们不准乔什玩电子游戏，也不允许他听摇滚乐和嘻哈乐。乔什童年时曾在家自学，自幼喜爱音乐，会偷买绿日乐队的专辑藏在家中。他的祖父喜爱爵士乐，常带他看爵士演出。乔什受此启发，在中学期间曾学习小号，但他称自己不喜欢学校的教学方法，演奏水平也“一直不出色”，大约学习了三四年后对此失去了兴趣。他之后在二十一名飞行员的演唱会和歌曲中都曾演奏过小号。此后他在12岁左右开始对鼓产生兴趣，自学了打鼓。他那时认为自学可以不受限制，能更好地发挥自己的创造力，于是自己看视频学习，还会到当地的乐器商店演奏电子鼓，最终用一年的时间掌握了这门乐器。
乔什在青少年时期十分叛逆，最终父母向他屈服，只要他能保证学习成绩，就不再限制他听摇滚乐。他还自己攒钱在地下室组装了一套架子鼓，他的父母也允许他在这里练习。乔什·邓在高中毕业后没有上大学，一边和当地乐队一起表演，一边在吉他中心的店里打工三年。打工期间，他的同事之一是二十一名飞行员最初的鼓手克里斯·萨利赫（Chris Salih）。

## 事业

### 英雄之屋
2010年3月，哥伦布当地的摇滚乐队英雄之屋鼓手科林·里格斯比（Colin Rigsby）因家庭原因暂离乐队。在他的推荐下，乔什·邓加入乐队替补其鼓手位置，参加了乐队当年的巡演。同年10月，里格斯比归队，乔什·邓就此退出。

### 二十一名飞行员

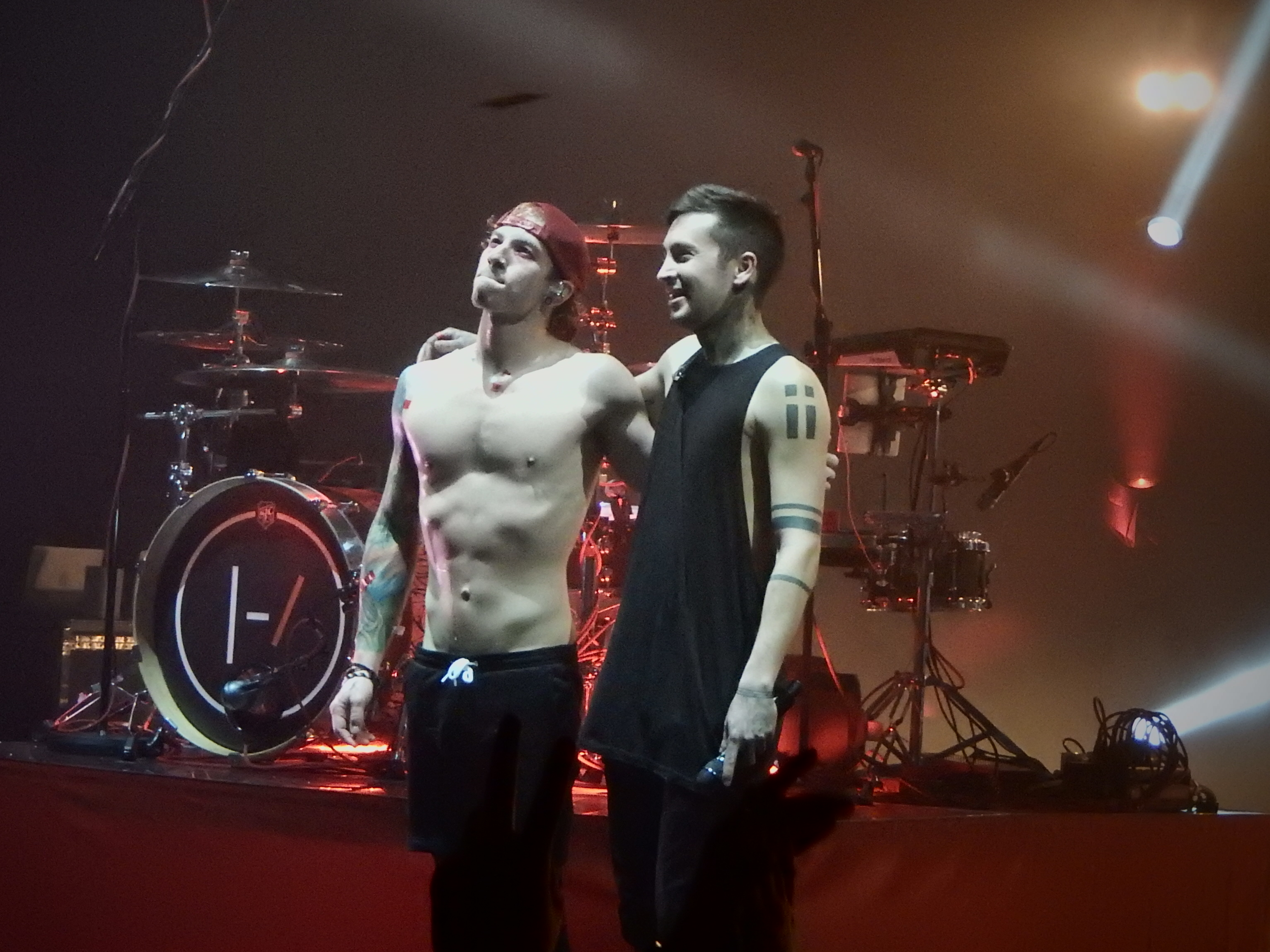
2016年2月，二十一名飞行员在伦敦布里斯顿学院表演，左为乔什·邓，右为主唱泰勒·约瑟夫

2010年，乔什·邓在吉他中心打工期间，克里斯·萨利赫曾让他试听二十一名飞行员录制的小样。乔什听后非常喜欢，称其作品“出色、独特而新奇”。萨利赫还邀请他到俄亥俄州立大学现场观看演出。这场演出为他留下了深刻印象，他称“喜欢这个乐队的每一方面，唯一不喜欢的一点是自己不在其中”。乔什·邓和乐队主唱泰勒·约瑟夫在演出后首次见面，两人交谈甚欢，发现与对方有相同的信仰和理想，于是很快成为好友。当时乔什仍在英雄之屋乐队中任鼓手，两人在音乐上尚未有合作。
次年，乐队鼓手萨利赫因“经济压力”退出乐队，乔什作为乐队的替补鼓手参加了一次演出，但演出进行途中即被警察取消。随后约瑟夫正式邀请乔什·邓加入乐队，他立即同意。乐队最初的贝斯手尼克·托马斯（Nick Thomas）也很快离队，双人乐队自此成型。
两人于2011年7月发行了录音室专辑《Regional At Best》。之后于2012年4月与华纳音乐集团旗下厂牌拉面工坊签约。乐队签约后的首张录音室专辑《船隻》于2013年8月发行。乐队之后开始为同厂牌艺人打倒男孩和驚魂迪斯可暖场表演，表演风格独树一帜，逐渐获得主流认可。乐队表演时，乔什·邓常会在观众环绕的平台上打鼓，成为其演出的一个特色。2014年，乔什·邓获得了美国摇滚乐杂志《另类新闻》旗下另类新闻音乐奖“最佳鼓手”的提名，但最终落败于穿透防護樂團鼓手邁克·弗恩特斯。2015年5月，乐队发行了专辑《模糊脸庞》，在全球大获成功。在此之后开始举行世界巡回演出。2017年1月，乔什·邓和泰勒·约瑟夫一同被杂志列入“30位30岁以下青年才俊榜”（30 Under 30）“音乐”分类榜单中。同年，乐队凭借这张专辑中的单曲《辗转难眠》获得了第59届格莱美奖“最佳流行乐队/组合表演”的奖项，还凭此获得“年度制作”提名，凭插曲《异类》获“最佳摇滚表演”提名。
二十一名飞行员的音乐创作多由主唱泰勒·约瑟夫主导，但乔什·邓亦会参与创作过程。他称自己与约瑟夫音乐理念十分相似，因此能顺利合作。约瑟夫一般主导词曲创作，但遇到问题时会共同商议解决。乔什·邓表示乐队创作歌曲时方法不一：有时两人共同在乐器上随意演奏，最终创作出一首歌曲；有时则是约瑟夫一人负责完成，仅在细节方面共同解决。他在乐队歌曲中从未主唱，仅参与和声。但他曾在2015年的采访中表示自己正在练习说唱，可能会在未来专辑中献声。

### 其他
2017年，乔什·邓参与了加拿大歌手Lights的专辑，在其多首歌曲中打鼓伴奏。

## 个人生活

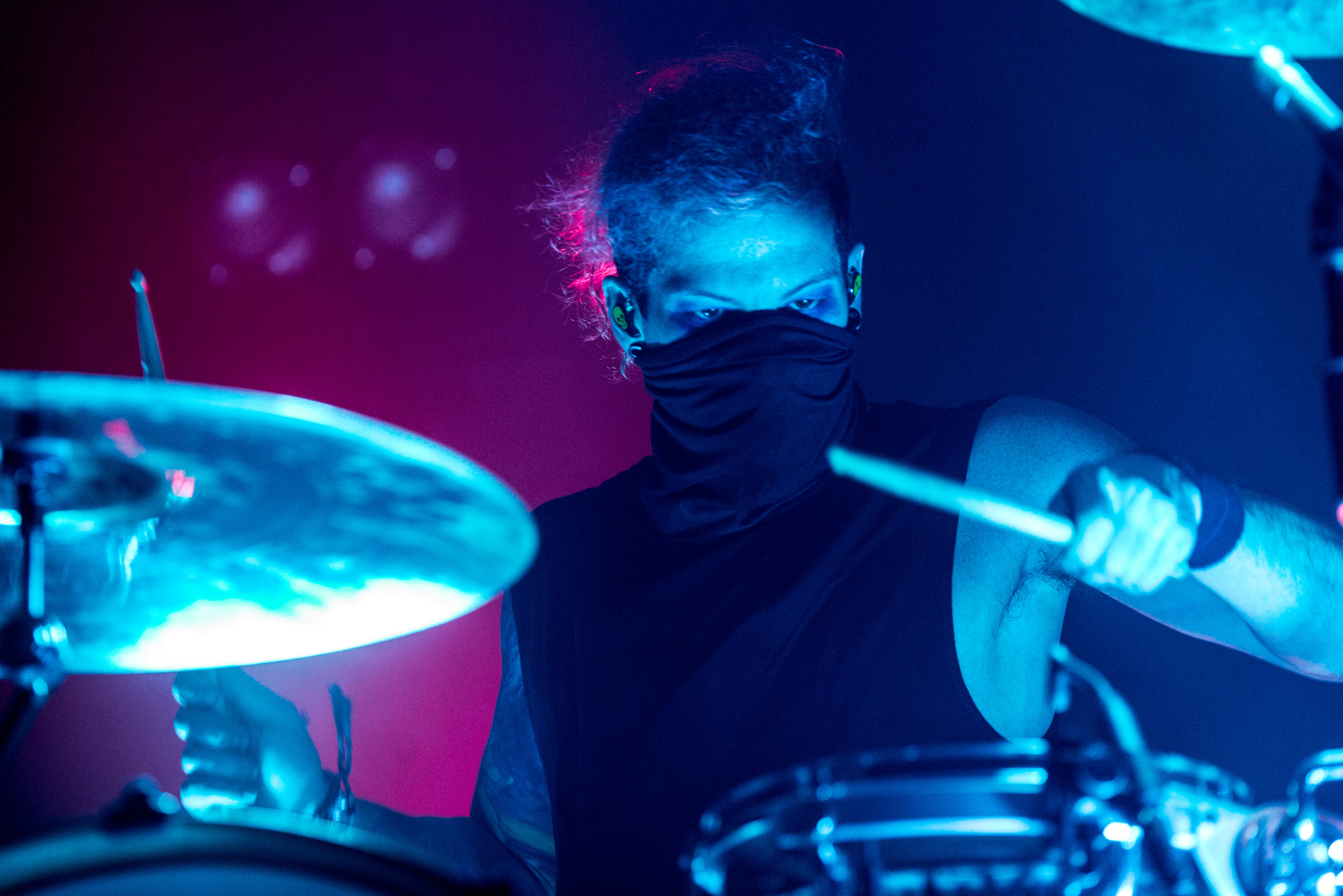
2016年，乔什·邓在德国慕尼黑表演

乔什·邓和泰勒·约瑟夫信仰相同，两人都是基督教徒。乐队的音乐也受到信仰的影响，但两人不认为自己的音乐属于“基督教音乐”，也无意借音乐传播信仰。
乔什·邓的造型以发色鲜艳多变而著称。他在宣传专辑《模糊脸庞》时将头发染成与专辑主题相同的红色，还曾染过蓝色、紫色、粉红色、黄色等其他不同色彩。2017年4月，他加入了帕拉摩尔主唱海莉·威廉斯的染发剂品牌，并担任其形象大使。两人之前便是好友，且都酷爱染发。乔什·邓身上亦有多处文身，其中耳后的“X”记号是2013年与约瑟夫一同在哥伦布表演的舞台现场文上的，以示对家乡歌迷的纪念和感谢。2015年，乔什·邓和约瑟夫还曾恶搞总统选举，两人举行网络辩论会，让歌迷在Twitter上投票选出乐队的“最佳成员”。最终选举结果为平局，两人于是在密尔沃基的演唱会现场互相将自己的名字文在对方膝盖上方。
乔什·邓与美国演员黛比·莱恩长期相恋。二人恋情已经持续多年，2014年曾一度分手。2018年8月，莱恩在接受采访时表示二人已经复合。2018年12月22日，乔什·邓在Instagram上宣布与莱恩已经订婚。

## 音乐作品列表

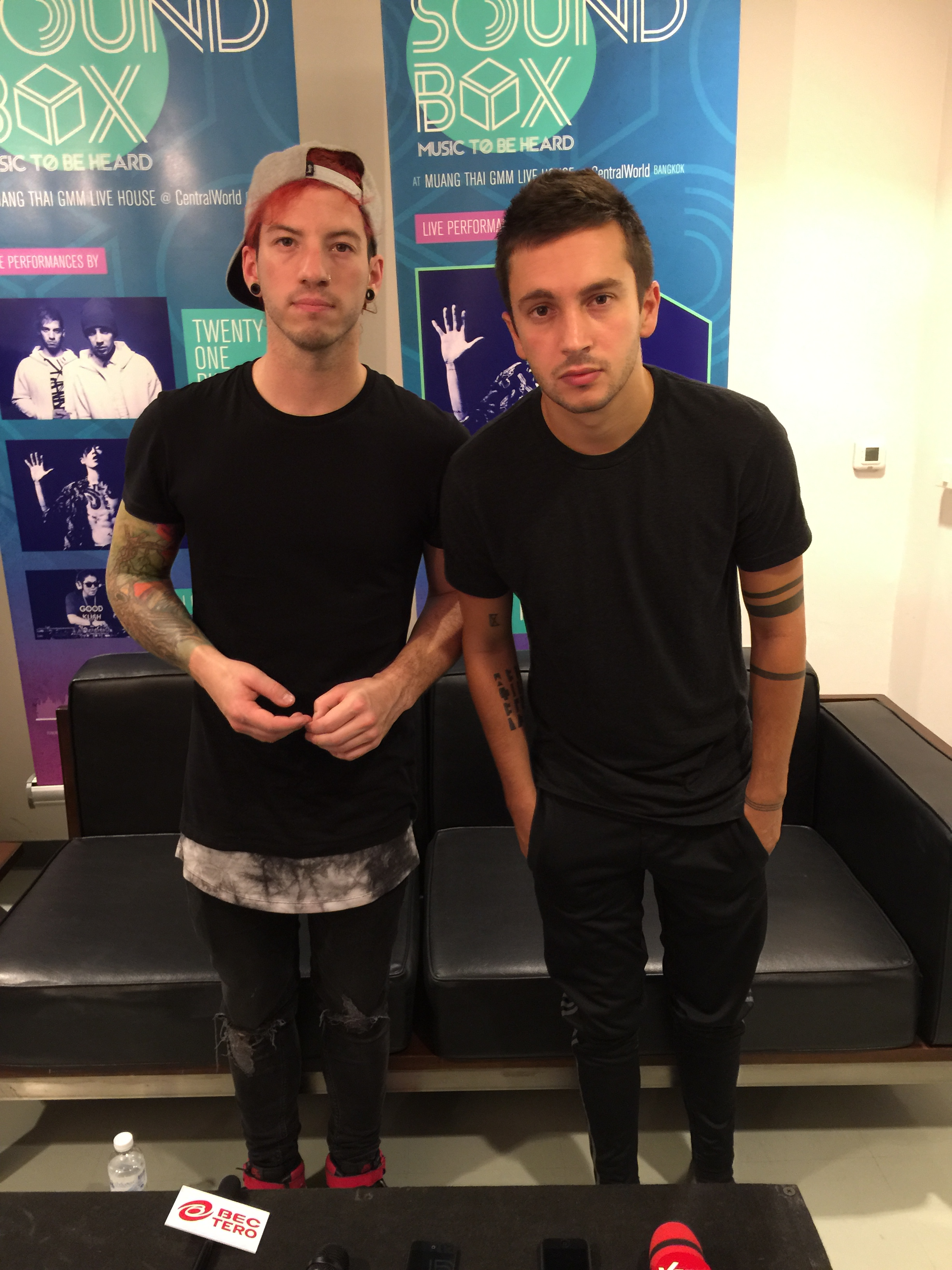
2015年，二十一名飞行员在泰国曼谷接受采访，左为乔什·邓，右为主唱泰勒·约瑟夫

乔什·邓参与的二十一名飞行员专辑
- （2011）
- 《船只》（2013）
- 《模糊脸庞》（2015）

## 获奖和提名
以下列出乔什·邓以个人身份获得的奖项和提名，二十一名飞行员乐队获得的奖项和提名未列入其中。
| 年份 | 奖项           | 提名类别 | 获提名人 | 结果 | 参考来源             |
| ---- | -------------- | -------- | -------- | ---- | -------------------- |
| 2014 | 另类新闻音乐奖 | 最佳鼓手 | 乔什·邓  | 提名 | [ 29 ] [ 48 ] [ 49 ] |